# Lijst van schilderijen van Artemisia Gentileschi
Deze lijst geeft een overzicht van schilderijen van Artemisia Gentileschi. De meeste van haar werken tonen religieuze onderwerpen, maar er staan ook portretten op haar naam.
Catalogusnummers met "WB" komen uit een publicatie van de Amerikaanse kunsthistoricus Raymond Ward Bissell uit 1999. Nummers met "MET" komen uit een publicatie van het Metropolitan Museum of Art uit 2001.
| Afbeelding | Titel                                                       | Datering       | Locatie                                                    | Formaat          | ID          | Catalogusnr.                                                              |
| ---------- | ----------------------------------------------------------- | -------------- | ---------------------------------------------------------- | ---------------- | ----------- | ------------------------------------------------------------------------- |
|            | Aurora                                                      | 1625-1627      | privécollectie                                             | 218 × 146 cm     |             | MET (afbeelding 96.), WB (15)                                             |
|            | Allegorie van de schilderkunst (ovaal)                      | jaren 1630     | privécollectie                                             |                  |             | MET (afbeelding 97.)                                                      |
|            | Berouwvolle Magdalena in een landschap                      | jaren 1630     | privécollectie                                             | 49 × 39,7 cm     |             | MET (afbeelding 98.)                                                      |
|            | Lucretia (1645-50)                                          | 1645-50        | Neues Palais                                               | 261 × 226 cm     |             | MET (afbeelding 99.), WB (48b)                                            |
|            | Susanna en de oudsten                                       | 1610-1611      | Schloss Weißenstein                                        | 170 × 119 cm     | 191         | MET (51), WB (2)                                                          |
|            | Madonna met kind                                            | 1610-1611      | Galleria Spada                                             | 116,5 × 86,5 cm  | 166         | MET (52), WB (X-19)                                                       |
|            | Madonna met kind                                            | ca. 1630       | Palazzo Pitti                                              | 118 × 86 cm      | 2129        | MET (afbeelding 107.), WB (1)                                             |
|            | Cleopatra                                                   | 1611-1612      | privécollectie                                             | 118 × 181 cm     |             | MET (53), WB (X-6)                                                        |
|            | Danaë                                                       | 1612           | Saint Louis Art Museum                                     | 40,5 × 52,5 cm   | 93:1986     | MET (54), WB (X-7)                                                        |
|            | Judith onthoofdt Holofernes                                 | 1611-1612      | Museo Nazionale di Capodimonte                             | 158,8 × 125,5 cm |             | MET (55), WB (4)                                                          |
|            | Allegorie van de neiging                                    | 1615           | Casa Buonarroti                                            | 152 × 61 cm      |             | MET (afbeelding 110.), WB (8)                                             |
|            | Portret van een non                                         | 1613-1618      | privécollectie                                             | 70 × 52,5 cm     |             | MET (afbeelding 114.)                                                     |
|            | Zelfportret als martelares                                  | ca. 1615       | privécollectie                                             | 32 × 24,7 cm     |             | MET (56), WB (7)                                                          |
|            | Zelfportret als een luitspeelster                           | 1616-1618      | Wadsworth Atheneum Villa Medici                            | 30 × 28 cm       |             | MET (57)                                                                  |
|            | Maria Magdalena (Pitti)                                     | 1616–1617      | Palazzo Pitti                                              | 146,5 × 108 cm   |             | MET (58), WB (10)                                                         |
|            | Heilige Catharina van Alexandrië                            | ca. 1618-1619  | Uffizi                                                     | 77 × 62 cm       | 8032        | MET (59), WB (6)                                                          |
|            | Judith                                                      | ca. 1618-1619  | Galleria Palatina                                          | 14 × 93,5 cm     |             | MET (60), WB (5)                                                          |
|            | Jaël en Sisera                                              | 1620           | Szépmuvészeti Múzeum                                       | 86 × 125 cm      |             | MET (61), WB (11)                                                         |
|            | Judith en Holofernes                                        | 1620-1621      | Uffizi                                                     | 86 × 125 cm      |             | MET (62), WB (12)                                                         |
|            | Sint Cecilia                                                | ca. 1620       | Galleria Spada                                             | 108 × 78,5 cm    |             | MET (63), WB (X-28)                                                       |
|            | Een allegorie van de schilderkunst                          | jaren 1620     | musée de Tessé                                             | 95,5 × 133 cm    |             | MET (64)                                                                  |
|            | Susanna en de oudsten                                       | 1622           | Burghley House                                             | 162,5 × 121,9 cm |             | MET (65), WB (X-42)                                                       |
|            | Susanna en de oudsten                                       | ca. 1630       | Nottingham Castle Museum and Art Gallery                   | 162,5 × 121,9 cm | NCM 1964-77 | MET (65 (verwante werken: Nottingham))                                    |
|            | Portret van een Gonfaloniere                                | 1622           | Palazzo d'Accursio                                         | 208 × 128 cm     |             | MET (66), WB (13)                                                         |
|            | Lucretia                                                    | ca. 1623-1625  | Palazzo Cattaneo-Adorno                                    | 54 × 51 cm       |             | MET (67), WB (3)                                                          |
|            | Berouwvolle Magdalena                                       | ca. 1625-1626  | Kathedraal van Sevilla                                     | 122 × 96 cm      |             | MET (68), WB (16)                                                         |
|            | Mary Magdalene als Melancholie                              | jaren 1620     | Museo Soumaya                                              | 136,3 × 100,3 cm |             | MET (afbeelding 128.), WB (17)                                            |
|            | Judith en haar dienstmeid                                   | ca. 1625-1627  | Detroit Institute of Arts                                  | 182,2 × 142,2 cm | 52.253      | MET (69), WB (14)                                                         |
|            | Judith en haar dienstmeid Abra met het hoofd van Holofernes | ca. jaren 1640 | Museo Nazionale di Capodimonte                             | 182,2 × 142,2 cm | Q377        | MET (69 (verwante werken: Museo di Capodimonte)), WB (48c)                |
|            | Venus en Cupido                                             | ca. 1625-1630  | Virginia Museum of Fine Arts                               | 94 × 144 cm      | 2001.225    | MET (70), WB (18)                                                         |
|            | Esther voor Ahasuerus                                       | ca. 1628-1635  | Metropolitan Museum of Art                                 | 208,3 × 273,7 cm | 69.281      | MET (71), WB (28)                                                         |
|            | Christus zegent de kinderen                                 | ca. jaren 1640 | San Carlo al Corso Metropolitan Museum of Art              | 134,6 × 97,7 cm  |             | MET (afbeelding 132.)                                                     |
|            | Annunciatie                                                 | 1630           | Museo Nazionale di Capodimonte                             | 257 × 179 cm     | Q375        | MET (72), WB (24)                                                         |
|            | Maria Magdalena met een schedel                             | ca. 1630-1632  | privécollectie                                             | 65,7 × 50,8 cm   |             | MET (73), WB (9)                                                          |
|            | Corisca en de satyr                                         | ca. 1630-1635  | privécollectie                                             | 155 × 210 cm     |             | MET (74), WB (30)                                                         |
|            | Clio                                                        | 1632           | Palazzo Giuli Rosselmini Gualandi                          | 127,6 × 97,2 cm  |             | MET (75), WB (27)                                                         |
|            | Cleopatra ontdekt door haar bedienden                       | 1633-1635      | privécollectie                                             | 117 × 175,5 cm   |             | MET (76), WB (22)                                                         |
|            | Geboorte van Johannes de Doper                              | 1633-1635      | Museo Nacional del Prado                                   | 184 × 158 cm     | P00149      | MET (77), WB (32)                                                         |
|            | Lot en zijn dochters                                        | 1635-1638      | Toledo Museum of Art                                       | 230,5 × 183 cm   | 1983.107    | MET (78), WB (39)                                                         |
|            | De heilige Januarius in het amfitheater van Pozzuoli        | 1636-1637      | Museo Nazionale di Capodimonte                             | 300 × 200 cm     |             | MET (79), WB (33b)                                                        |
|            | Aanbidding der Wijzen                                       | 1636-1637      | Pozzuoli Catherdral                                        | 300 × 180 cm     |             | MET (afbeelding 142.), WB (33c)                                           |
|            | De heiligen Procolo en Nicea                                | 1636-1637      | Pozzuoli Catherdral                                        | 300 × 180 cm     |             | MET (afbeelding 143.), WB (33a)                                           |
|            | Batseba                                                     | ca. 1636-1638  | Columbus Museum of Art                                     | 265,4 × 209,6 cm | 1967.006    | MET (80), WB (37)                                                         |
|            | Batseba                                                     | 1645           | Prussian Palaces and Gardens Foundation Berlin-Brandenburg | 265,4 × 209,6 cm |             | MET (80 (verwante werken: Neues Palais, Potsdam)), WB (48a)               |
|            | Batseba                                                     | 1638           | privécollectie                                             |                  |             | MET (80 (verwante werken: voorheen Ramunni, Napels, ex-Leipzig)), WB (40) |
|            | David en Batseba                                            | 1645           | Palazzo Pitti                                              | 286 × 214 cm     |             | MET (80 (verwante werken: Palazzo Pitti))                                 |
|            | Batseba                                                     | 1640-1645      | privécollectie                                             |                  |             | MET (80 (verwante werken: Haas collection, Vienna)), WB (45)              |
|            | Zelfportret als allegorie van de schilderkunst              | 1638-1639      | Koninklijke Collectie (Verenigd Koninkrijk)                | 96,5 × 73,7 cm   | RCIN 405551 | MET (81), WB (42)                                                         |
|            | Venus en Cupido                                             | jaren 1640     | privécollectie                                             | 121 × 160 cm     |             | MET (82), WB (31)                                                         |
|            | Susanna en de oudsten                                       | 1649           | Moravian Gallery in Brno                                   | 205 × 168 cm     |             | MET (83), WB (50)                                                         |
|            | Susannah en de oudsten                                      | 1650           | Museo Civico di Bassano                                    | 168 × 112 cm     |             | MET (83 (verwanten werken: Bassano del Grappo))                           |
|            | Madonna en kind met een rozenkrans                          | 1651           | Escorial                                                   | 58 × 50 cm       |             | MET (84), WB (51)                                                         |